# Пархоменко Владислав Юрійович
Пархоменко Владислав Юрійович (22 грудня 1997, Долинське (Пятихатський район), Україна — 8 січня 2025, Харківська область, Україна) — український військовослужбовець батальйону Гроза бригади Буревій, учасник російсько-української війни.